# Jill Roord
Jill Jamie Roord, née le 22 avril 1997 à Oldenzaal, est une footballeuse néerlandaise évoluant au poste de milieu de terrain avec FC Twente et la sélection néerlandaise.

## Biographie

### En club

#### FC Twente
Jill Roord commence sa carrière en 2008 au sein de l'équipe des moins de 13 ans du FC Twente, et progresse ensuite rapidement au sein des équipes de jeunes. À 16 ans, elle fait ses débuts en équipe première. Elle aide tout d'abord son équipe à remporter deux fois la BeNe League (Championnat des ligues belges et néerlandaises combinées dans une seule Ligue disputée entre 2012 et 2015), puis une fois l'Eredivisie (Ligue néerlandaise) et la KNVB Women's Cup (Coupe néerlandaise).
Elle participe également à la Ligue des champions en 2013. Le 1er avril 2017, elle dispute son 100e match avec le club de Twente.

#### Bayern Munich
À l'orée de la saison 2017-2018, elle signe un contrat de deux ans avec le Bayern Munich qui dispute la Bundesliga (championnat allemand). Le 2 septembre 2017, elle fait ses débuts dans son nouveau club lors d'une victoire 3-0 contre le SGS Essen. Le 15 octobre 2017, elle marque son premier but lors d'une victoire à domicile 2-0 contre le SC Sand. Le 4 octobre 2017, elle réalise sa première apparition en Ligue des champions féminine avec le Bayern lors d'une défaite 1-0 à l'extérieur contre Chelsea. Le 5 mai 2019, Roord annonce qu'elle quittera le Bayern München à la fin de la saison.

#### Arsenal

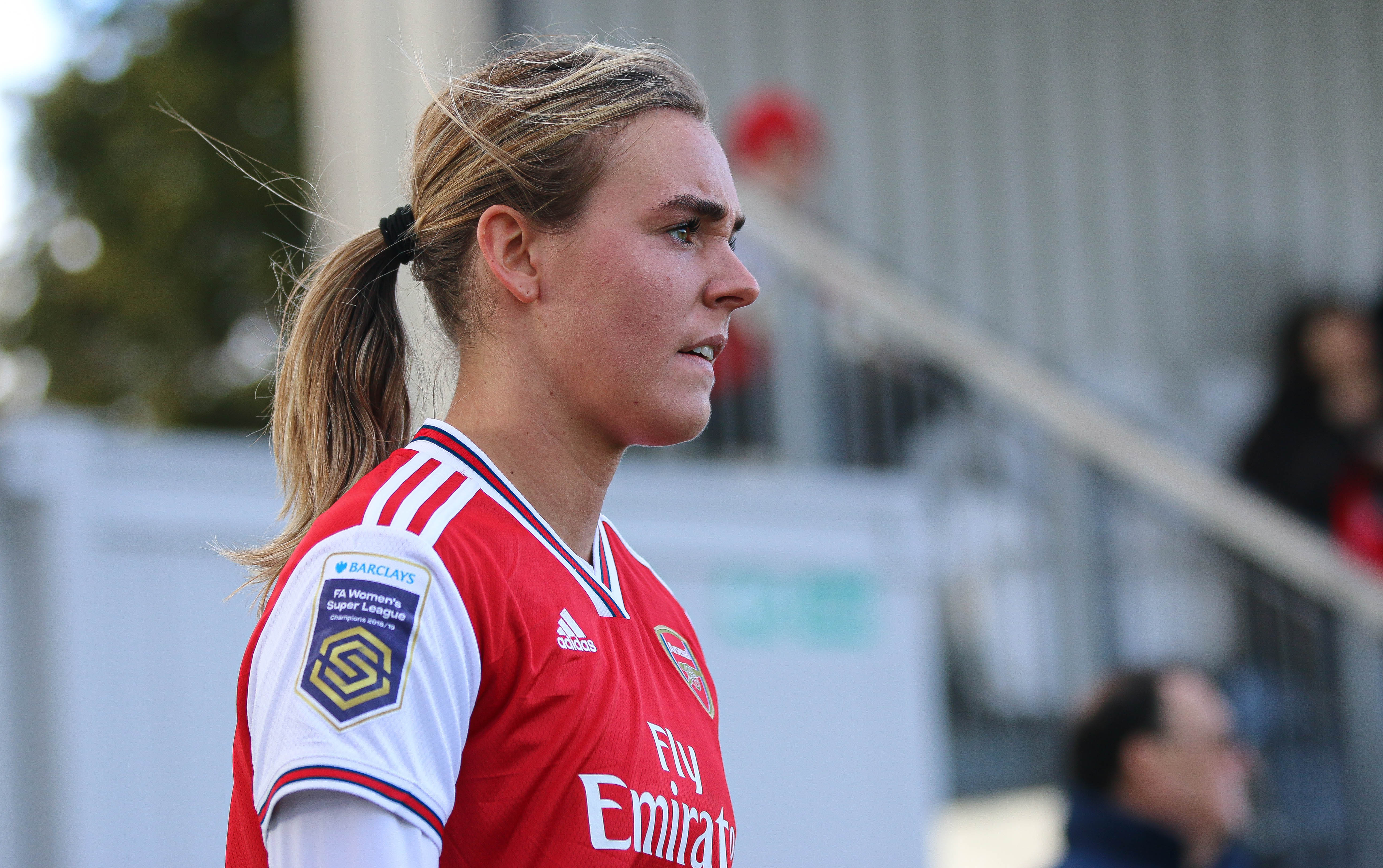
Jill Roord sous les couleurs d'Arsenal le 23 février 2020.

Elle signe à Arsenal le 14 mai 2019.

#### Wolfsburg
À l'intersaison 2021, Roord retourne en Bundesliga, au VfL Wolfsburg. Le 31 mars 2022, elle inscrit un but et élimine son ancien club d'Arsenal en quarts de finale de Ligue des champions. Elle récidive en demi-finale la saison suivante.

#### Manchester City
Alors qu'elle était toute proche de signer au FC Barcelone au mercato estival 2022, elle est finalement transférée le 6 juillet 2023 à Manchester City pour 300 000 £.

### En sélection

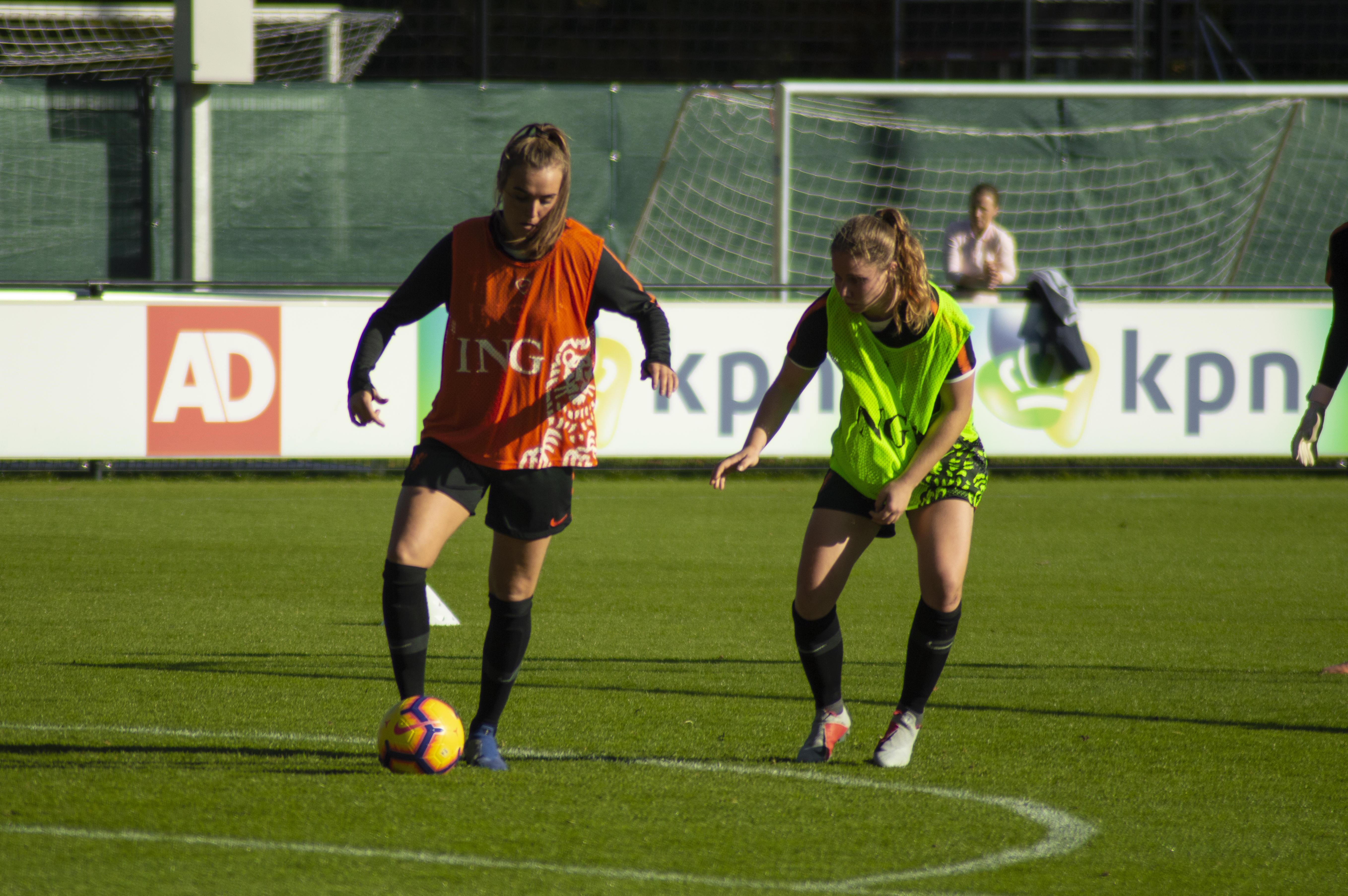
Jill Roord & Sisca Folkertsma s'entraînant avec les Pays - Bas en 2018

Elle joue tout d'abord avec les équipes nationales néerlandaises de jeunes et remporte le championnat d'Europe des moins de 19 ans en 2014, avant d'être appelée en équipe A. Elle fait ses débuts avec la sélection le 7 février 2015, contre la Thaïlande.
En mai 2015, elle figure dans la liste des 23 joueuses appelées à représenter les Pays-Bas lors da Coupe du monde organisée au Canada,.
Elle fait ensuite partie de l'équipe de 23 joueuses qui remporte l'Euro féminin 2017 disputé dans son pays natal.
En 2019, la sélectionneuse, des Pays-Bas, Sarina Wiegman lui renouvelle sa confiance en l'appelant dans la liste des 23 joueuses pour disputer la Coupe du monde 2019 en France. À cette occasion, elle s'illustre en marquant le but victorieux lors du premier match de poule contre la Nouvelle-Zélande (1-0).

## Palmarès

### En club
FC Twente
- BeNe League
  - Vainqueur : 2013 et 2014
- Eredivisie
  - Vainqueur : 2013*, 2014*, 2015*, et 2016
- Coupe des Pays-Bas
  - Vainqueur : 2015

* Pendant la période du BeNe League (2012-2015), l'équipe néerlandaise la mieux classée est considérée comme championne nationale par la Fédération royale néerlandaise de football (KNVB) . 
 VfL Wolfsburg
- Bundesliga
  - Champion : 2022
- Coupe d'Allemagne
  - Vainqueur : 2022 et 2023

### En sélection

#### Pays-Bas U19
- Vainqueur du championnat d'Europe des moins de 19 ans en 2014

#### Pays-Bas
- Vainqueur du championnat d'Europe en 2017
- Vainqueur de la Coupe de l'Algarve en 2018 [18]

## Source de la traduction
- (en) Cet article est partiellement ou en totalité issu de l’article de Wikipédia en anglais intitulé « Jill Roord » (voir la liste des auteurs).